# Jagdhaus Groß Beuchow

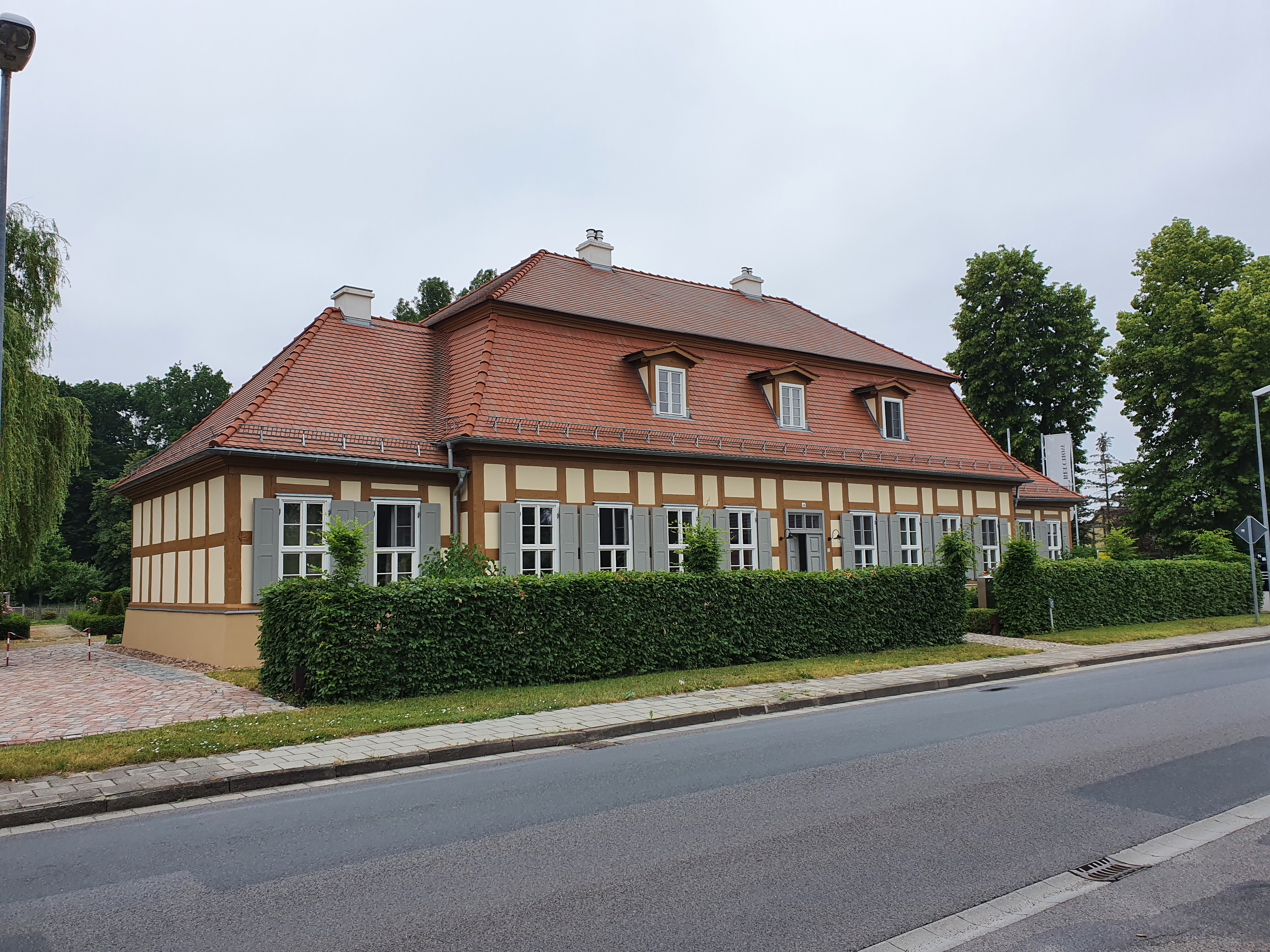
Jagdhaus Groß Beuchow (2020)

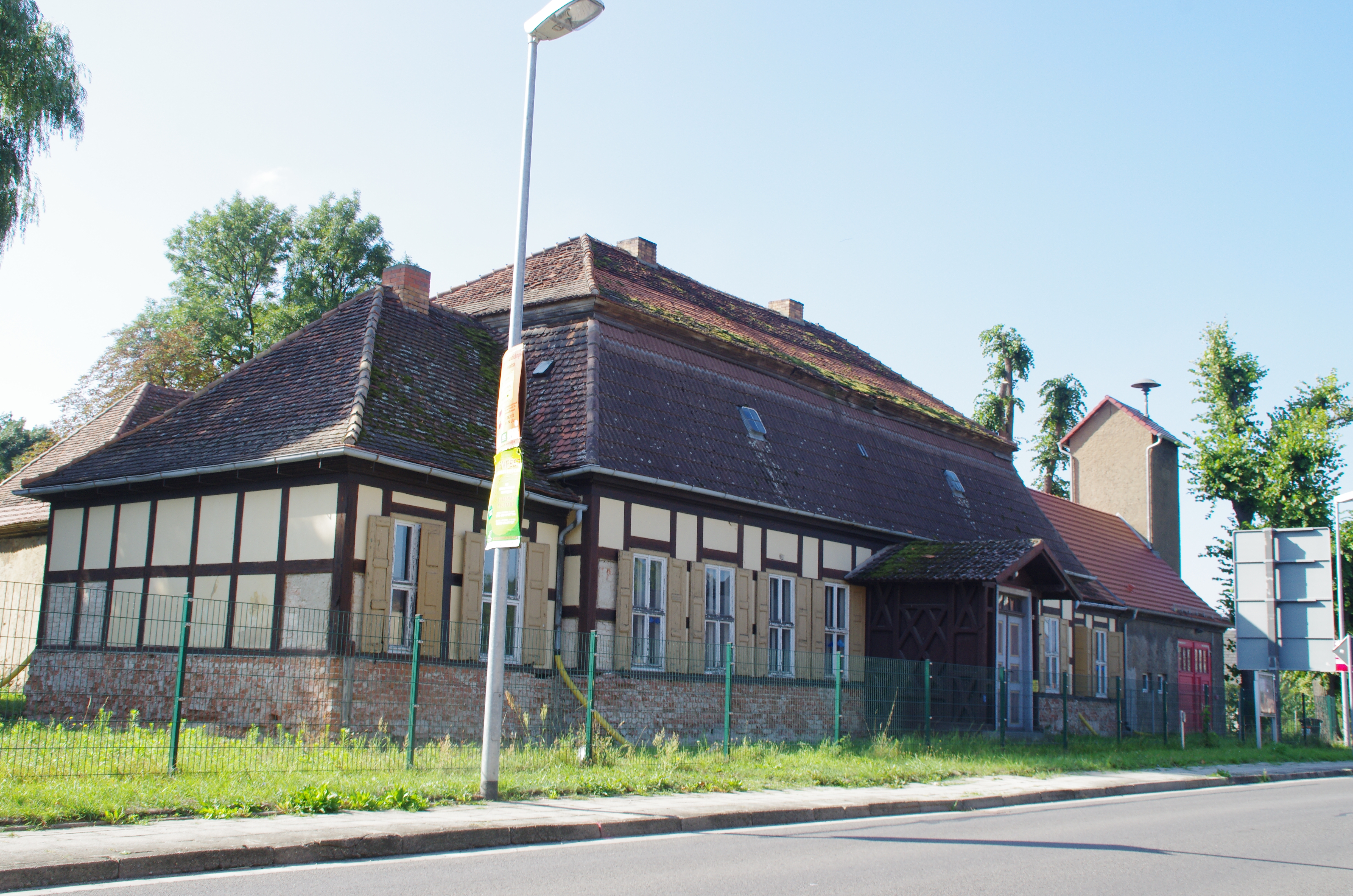
Jagdhaus Groß Beuchow vor der Restauration

Das Jagdhaus Groß Beuchow ist ein ehemaliges Herrenhaus im Ortsteil Groß Beuchow der Stadt Lübbenau/Spreewald im Landkreis Oberspreewald-Lausitz in Brandenburg. Das Gebäude steht unter Denkmalschutz.

## Geschichte
Im Jahr 1346 wurde in Groß Beuchow ein Herrenhaus erwähnt, dieses wurde in den 1740er Jahren abgerissen. Das Jagdhaus Groß Beuchow wurde danach zwischen 1746 und 1747 im Stil des Barock für die auf Lübbenau ansässigen Grafen zu Lynar gebaut. Seit 1766 diente das Gebäude Rochus zu Lynar als Sommerwohnsitz. Das Gebäude ist ein neunachsiger Fachwerkbau mit Mansardwalmdach. An den beiden Seiten des Jagdhauses sind zwei Gebäudeflügel angebaut, an die Rückseite schließt sich ein Seitenflügel an. Dieser verbindet das Jagdhaus Groß Beuchow mit einem Nebengebäude aus Findlingen und Backsteinen.
Das Nebengebäude wurde im 14. Jahrhundert errichtet und war früher die Dorfkirche von Groß Beuchow, bis sie im Jahr 1574 aufgegeben wurde. Groß Beuchow wurde daraufhin nach Zerkwitz umgepfarrt. Im 17. Jahrhundert wurde die ehemalige Kirche zu einem Stall umgebaut. Das Gebäude hat ein Walmdach. Das frühere Südportal der Kirche wurde inzwischen vermauert.
Nach dem Zweiten Weltkrieg wurden die Grafen zu Lynar enteignet und das Jagdhaus Groß Beuchow zu Volkseigentum. Ab 1952 war in dem Jagdhaus Groß Beuchow ein Kindergarten untergebracht. In den 1980er Jahren erfolgte eine Restauration des Gebäudes. In den 1990er Jahren wurde die Fassade erneuert. 2003 musste der Kindergarten das Gebäude aufgrund von Baumängeln verlassen, danach blieb es einige Zeit lang ungenutzt. Im Jahr 2011 wurde das marode Gebäude von dem aus Groß Beuchow stammenden und inzwischen im rheinischen Hennef (Sieg) lebenden Unternehmer Steven Raabe ersteigert. Dieser ließ das Haus umfassend sanieren. Dabei wurde die vorstehende Eingangshalle entfernt und das angebaute und ungenutzte Feuerwehrgerätehaus abgerissen. Seit Mai 2016 wird das Jagdhaus als Hotel genutzt.